# الموسوعة الدراماتيكية
الموسوعة الدراماتيكية (بالإنجليزية: Encyclopædia Dramatica)‏ عادة تختصر بـ ED هو موقع ويكي ساخر تم اطلاقه في 10 شهر دسمبر من العام 2004 وتناول المواضيع الموسوعية والأحداث اليومية وخاصة تلك المتعلقة بثقافة الإنترنت بإسلوب هزلي ساخر. كان للموقع علاقة وثيقة بمجموعة أنونيموس.